# Консейсан-ду-Токантинс

Консейсан-ду-Токантинс на карте штата.

Консейсан-ду-Токантинс (порт. Conceição do Tocantins) — муниципалитет в Бразилии, входит в штат Токантинс. Составная часть мезорегиона Восточный Токантинс. Входит в экономико-статистический микрорегион Дианополис. Население составляет  4 182 человека на 2010 год. Занимает площадь 2 500,740 км². Плотность населения — 1,67 чел./км².

## Демография
Согласно сведениям, собранным в ходе переписи 2010 г. Национальным институтом географии и статистики (IBGE), население муниципалитета составляет:
| Полное население                               | Полное население                               | Полное население                               | Полное население                               | 4 182 |
| ---------------------------------------------- | ---------------------------------------------- | ---------------------------------------------- | ---------------------------------------------- | ----- |
| в том числе:                                   | Городское население                            | 2 911                                          | Процент городского населения, %                | 69,61 |
|                                                | Сельское население                             | 1 271                                          | Процент сельского населения, %                 | 30,39 |
|                                                | Мужское население                              | 2 132                                          | Процент мужского населения, %                  | 50,98 |
|                                                | Женское население                              | 2 050                                          | Процент женского населения, %                  | 49,02 |
| Плотность населения, чел/км²                   | Плотность населения, чел/км²                   | Плотность населения, чел/км²                   | Плотность населения, чел/км²                   | 1,67  |
| Население муниципалитета в % к населению штата | Население муниципалитета в % к населению штата | Население муниципалитета в % к населению штата | Население муниципалитета в % к населению штата | 0,30  |

По данным оценки 2016 года население муниципалитета составляет 4 209 жителей.

## Статистика
- Валовой внутренний продукт на 2003 составляет 7.261.380,00 реалов (данные: Бразильский институт географии и статистики).
- Валовой внутренний продукт на душу населения на 2003 составляет 1.619,76 реалов (данные: Бразильский институт географии и статистики).
- Индекс развития человеческого потенциала на 2000 составляет 0,650 (данные: Программа развития ООН).

## Важнейшие населенные пункты
| № | Населённый пункт       | Населённый пункт (порт.) | Категория | Население чел. (2010) | На карте                        |
| - | ---------------------- | ------------------------ | --------- | --------------------- | ------------------------------- |
| 1 | Консейсан-ду-Токантинс | Conceição do Tocantins   | город     | 2 911                 | 12°13′18″ ю. ш. 47°17′39″ з. д. |